# ギャグ100回分愛してください
「ギャグ100回分愛してください」（ギャグひゃっかいぶんあいしてください）は、Berryz工房の9枚目のシングル。2005年11月23日にアップフロントワークス（PICCOLO TOWNレーベル）とマーベラスエンターテイメントから発売された。

## 概要
- 石村舞波卒業後、7人での初のシングルである。
- センター・メインボーカル共に嗣永桃子、菅谷梨沙子、夏焼雅となっている。
- ピッコロタウン版のジャケットは、当時のメンバーに加え、キュアブラック、キュアホワイト、シャイニールミナスが加わった稲上晃による書き下ろしイラストである。
- 初回仕様にはBerryz工房フォトカード1種封入。

## 収録曲

### ピッコロタウン版
1. ギャグ100回分愛してください [3:48]
作詞・作曲：つんく、編曲：高橋諭一
  - 東映系アニメ映画『映画 ふたりはプリキュア Max Heart 2 雪空のともだち』エンディングテーマ
2. にぎやかな冬 [2:58]
歌：Berryz工房&矢口真里
作詞・作曲：つんく、編曲：小西貴雄
3. ギャグ100回分愛してください (Instrumental) [3:48]

### マーベラスエンターテイメント版
1. ギャグ100回分愛してください [3:58]
2. にぎやかな冬 [2:58]
3. Crystal [4:09]
歌：五條真由美
作詞：大森祥子、作曲：nishi-ken、編曲：樫原伸彦
4. ギャグ100回分愛してください（オリジナル・カラオケ） [3:58]
5. Crystal（オリジナル・カラオケ） [4:09]

## 参加ミュージシャン
ギャグ100回分愛してください
- プログラミング&ギター：高橋諭一
- コーラス：久保田薫

にぎやかな冬
- プログラミング：小西貴雄
- ベース：塩沢タモツ
- コーラス：竹内浩明